# Saraiella clastrieri
Saraiella clastrieri är en tvåvingeart som först beskrevs av Vaillant 1963.  Saraiella clastrieri ingår i släktet Saraiella och familjen fjärilsmyggor. Inga underarter finns listade i Catalogue of Life.